# Milano-Torino 1957
La Milano-Torino 1957, quarantatreesima edizione della corsa, si svolse il 10 marzo 1957 su un percorso di 233 km. La vittoria fu appannaggio dello spagnolo Miguel Poblet, che completò il percorso in 5h51'00", precedendo il belga Fred De Bruyne e l'italiano Guido Messina.
I corridori che tagliarono il traguardo di Torino furono 93.

## Ordine d'arrivo (Top 10)
| Pos. | Corridore         | Squadra         | Tempo    |
| ---- | ----------------- | --------------- | -------- |
| 1    | Miguel Poblet     | Ignis-Doniselli | 5h51'00" |
| 2    | Fred De Bruyne    | Carpano-Coppi   | s.t.     |
| 3    | Guido Messina     | Asborno-Fréjus  | s.t.     |
| 4    | Giorgio Albani    | Legnano         | s.t.     |
| 5    | Germain Derycke   | Faema           | s.t.     |
| 6    | Hugo Koblet       | Cilo-Toscanelli | s.t.     |
| 7    | Rik Van Looy      | Faema           | s.t.     |
| 8    | Giuseppe Calvi    | Torpado         | s.t.     |
| 9    | Bruno Monti       | Atala           | s.t.     |
| 10   | Vittorio Seghezzi | Del Po          | s.t.     |